# Johan Karel Jakob de Jonge

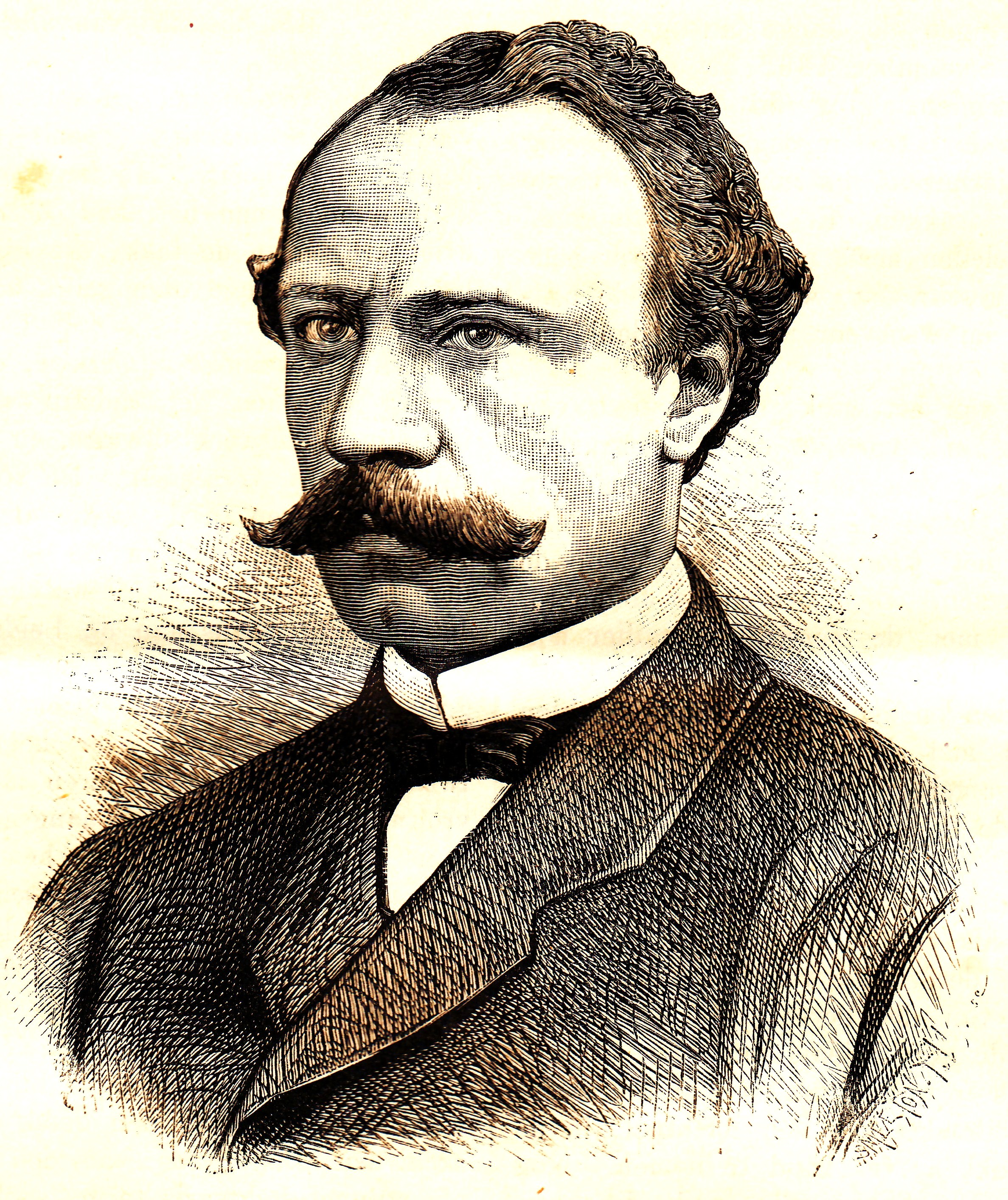
Selbstbildnis
Jan Karel Jakob de Jonge

Johan Karel Jakob de Jonge (* 17. Juni 1828 in Den Haag; † 15. März 1880 ebenda) war ein niederländischer Historiker und Senatssekretär.

## Leben
De Jonge war ein Sohn des Staatsarchivars Johannes Cornelis de Jonge und dessen Frau Henrietta Philippina Jacoba (geborene van Kretschmar). Er besuchte die Schule in Den Haag und Hochschulausbildung und immatrikulierte sich am 11. September 1847 als Jurastudent an der Universität in Leiden. Am 29. April 1852 promovierte er mit einer Arbeit über die Geschichte der Diplomatie während des Österreichischen Erbfolgekrieges und des Aachener Kongresses 1740–1748 und ließ sich Dezember als Rechtsanwalt beim Hohen Rat eingetragen. Im Jahr 1854 wurde er als Beamter auf Zeit in das Staatsarchiv berufen, dessen Leitung zuvor sein 1853 verstorbener Vater innehatte. Er wurde mit der Verwaltung des ehemaligen Kolonialarchivs Niederländischen Ostindien-Kompanie betraut, die aus dem Oost-Indisch-Huis in Amsterdam in das Staatsarchiv überführt wurde. Gemeinsam mit Reinier Cornelis Bakhuizen van den Brink und Laurent Philippe Charles van den Bergh beteiligte er sich an der Herausgabe von Het nederlandsch rijksarchief; verzameling van onuitgegeven oorkonden en bescheiden voor de geschiedenis des vaderlands und gab 1857 in einem Band die Documents politiques et diplomatiques inédits sur les révolutions de 1787 et 1795 dans la République des Provinces Unies und die Mémoires et correspondances du baron de Kinckel heraus, die er aus den Beständen des Archivs zusammengestellt hatte. De Jonges hatte ein großes historisches Interesse und galt zudem als Kunstkenner, so dass er am 8. Januar 1875 zum Direktor der königlichen Galerie im Mauritshuis ernannt wurde. Er blieb dem Staatsarchiv zunächst verbunden, dessen stellvertretender Archivar er 1866 geworden war, bat aber später um seine ehrenvolle Entlassung zum 1. Januar 1878. Ihm wurde der Titel „Berater des Staatsarchivs für die Reichskolonien“ (niederländisch adviseur van ’s Rijksarchief voor zooveel de koloniën des Rijks betreft) verliehen. De Jonge stellte die Sammlung im Mauritshuis neu zusammen, veränderte und verbesserte die Anordnung der Gemälde und ließ andere Sammlungen aus dem Museum entfernen. Er übernahm zudem vom 1. Oktober 1877 bis 15. März 1880 die Aufgabe eines Sekretärs des Senats, die keine regelmäßige Arbeit erforderte.

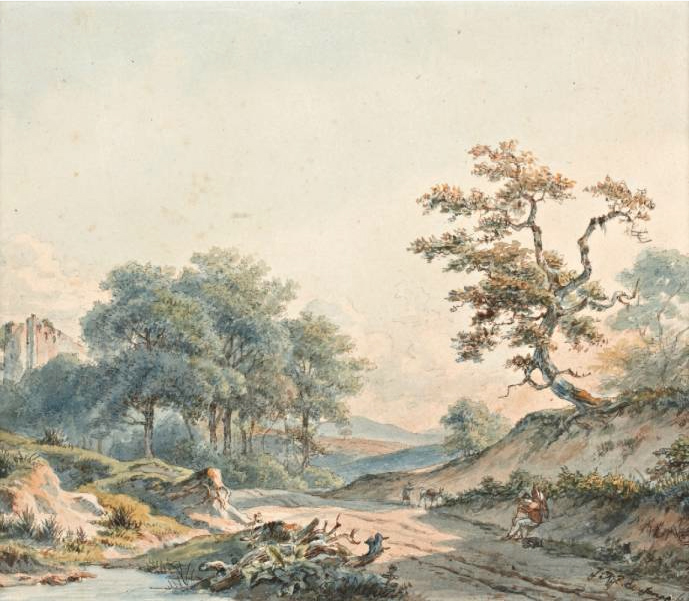
Ruhender Hausierer

Neben diesen Aufgaben betätigte er sich als historischer Publizist, Radierer, Stecher, Zeichner.

## Familie
De Jonge war zweimal verheiratet
- am 28. April 1858 mit Maria Johanna de la Bassecour Caan (* 6. Juli 1836; † 13. Oktober 1859)
  - ihr Sohn Hendrik Johannes Cornelis de Jonge (* 25. Januar 1859; † 19. Juli 1885) wurde später von seinem Vater als Zeichner und Radierer ausgebildet.
- am 4. Oktober 1866 mit Elisabeth Adriana de Kock (* 13. August 1845), mit der er 8 Kinder hatte und die ihn überlebte.

## Publikationen (Auswahl)
- Geschiedenis van de Diplomatie, gedurende den Oostenrijkschen Successie-oorlog en het Congres van Aken (1740–1748). Jac. Hazenberg, Leiden.
- Levensberigt van Jhr. Mr. Marinus Willem de Jonge van Campensnieuwland. In: Jaarboek van de Maatschappij der Nederlandse Letterkunde. 1859, S. 94–100 (dbnl.org).
- De opkomst van het nederlandsch gezag in Oost-Indie; verzameling van onuitgegeven stukken uit het oudkoloniaal archief 10 Bände, Den Haag 1862–1877; Band 11 und 12 Deventer 1883–1884 (Eine gründliche Darstellung der niederländischen Kolonialgeschichte im Indischen Archipel).
- Levensschets van Jhr. Mr. Willem Cornelis Karel Evertsen de Jonge van Campensnieuwland. In: Jaarboek van de Maatschappij der Nederlandse Letterkunde. 1865, S. 57–62 (dbnl.org).
- De oorsprong van Nederlands bezittingen op de kust van Guinea in herinnering gebragt uit de oorspronkelijke stukken Den Haag 187l
- H. J. C. de Jonge (Hrsg.): Louise de Coligny Martinus Nijhoff, Den Haag 1880 (postum herausgegeben durch seinen Sohn, babel.hathitrust.org).